# Chapelle de la Sainte-Trinité de Saint-Avold
Pour les articles homonymes, voir Chapelle de la Trinité.
La chapelle de la Sainte-Trinité est une chapelle située dans la commune française de Saint-Avold, en Moselle qui est inscrite aux monuments historiques.

## Historique
La chapelle se trouve rue Georges-Clemenceau et au carrefour de la rue du Lac, la chapelle a été construite entre 1717 et 1721 par Herman Richard.
Le décor du chœur et de l'autel est inscrit par arrêté du 29 septembre 1997 au titre des monuments historiques. 

## Description
À l'intérieur est conservé un décor lambrissé du XVIIIe siècle.

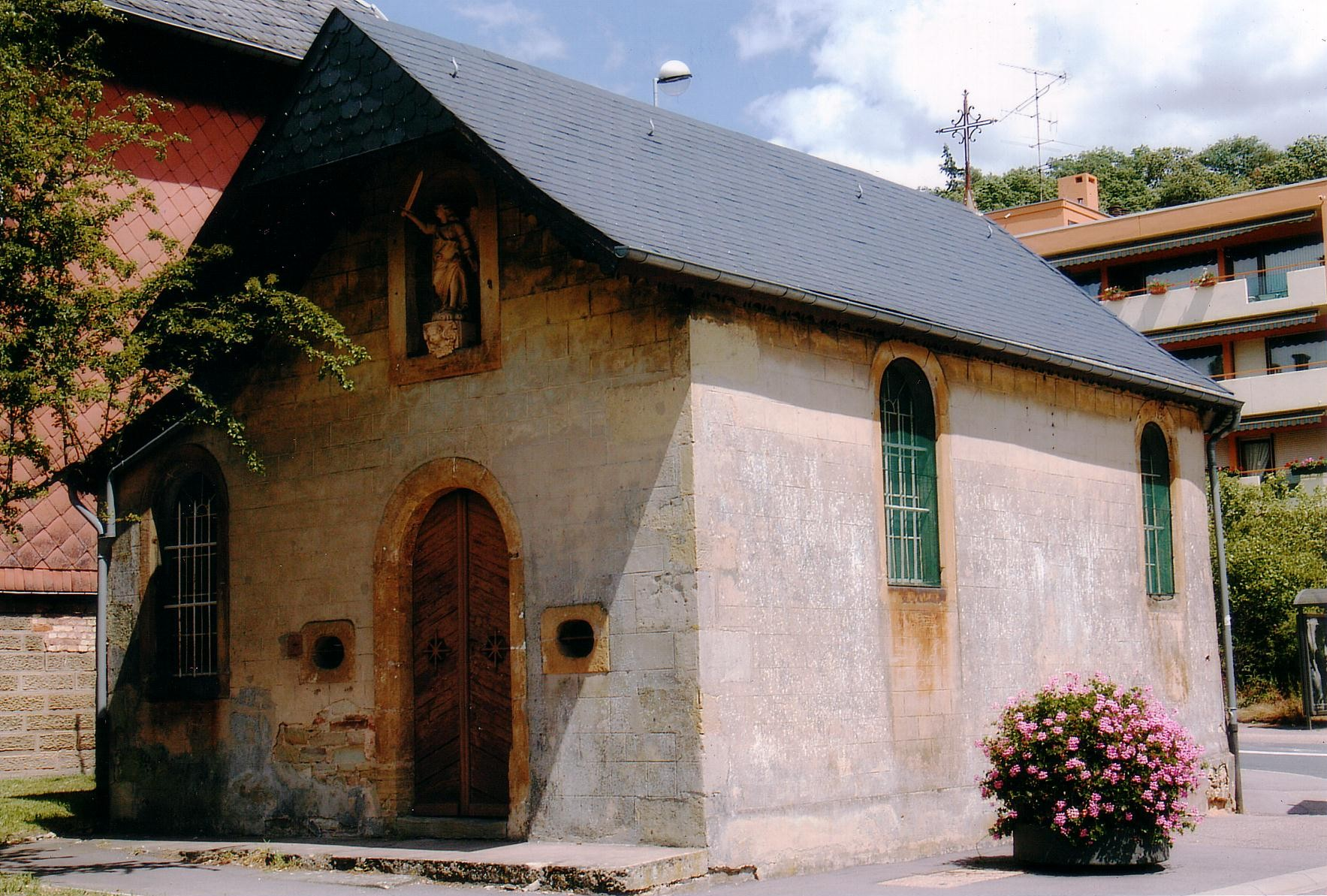